# Världscupen i alpin skidåkning 1997/1998
Världscupen i alpin skidåkning 1997/1998 inleddes 24 oktober 1997 i Tignes och avslutades 15 mars 1998 i Crans-Montana. Vinnare av totala världscupen blev Hermann Maier och Katja Seizinger

## Tävlingskalender

### Herrar

#### Störtlopp
| Datum            | Ort                               | Etta                           | Tvåa                           | Trea                                        |
| ---------------- | --------------------------------- | ------------------------------ | ------------------------------ | ------------------------------------------- |
| 4 december 1997  | Beaver Creek (USA)                | Kristian Ghedina (Italien)     | Jean-Luc Crétier (Frankrike)   | Lasse Kjus (Norge)                          |
| 5 december 1997  | Beaver Creek (USA)                | Andreas Schifferer (Österrike) | Hermann Maier (Österrike)      | Stephan Eberharter (Österrike)              |
| 29 december 1997 | Bormio (Italien)                  | Hermann Maier (Österrike)      | Andreas Schifferer (Österrike) | Werner Franz (Österrike)                    |
| 30 december 1997 | Bormio (Italien)                  | Andreas Schifferer (Österrike) | Werner Franz (Österrike)       | Lasse Kjus (Norge)                          |
| 16 januari 1998  | Wengen (Schweiz)                  | Hermann Maier (Österrike)      | Nicolas Burtin (Frankrike)     | Andreas Schifferer (Österrike)              |
| 17 januari 1998  | Wengen (Schweiz)                  | Andreas Schifferer (Österrike) | Jean-Luc Crétier (Frankrike)   | Hermann Maier (Österrike)                   |
| 23 januari 1998  | Kitzbühel (Österrike)             | Didier Cuche (Schweiz)         | Nicolas Burtin (Frankrike)     | Jean-Luc Crétier (Frankrike)                |
| 24 januari 1998  | Kitzbühel (Österrike)             | Kristian Ghedina (Italien)     | Didier Cuche (Schweiz)         | Josef Strobl (Österrike)                    |
| 31 januari 1998  | Garmisch-Partenkirchen (Tyskland) | Andreas Schifferer (Österrike) | Nicolas Burtin (Frankrike)     | Hermann Maier (Österrike)                   |
| 7 mars 1998      | Kvitfjell (Norge)                 | Nicolas Burtin (Frankrike)     | Werner Perathoner (Italien)    | Lasse Kjus (Norge) Josef Strobl (Österrike) |
| 13 mars 1998     | Crans-Montana (Schweiz)           | Josef Strobl (Österrike)       | Didier Cuche (Schweiz)         | Fritz Strobl (Österrike)                    |

#### Super-G
| Datum           | Ort                               | Etta                      | Tvåa                           | Trea                           |
| --------------- | --------------------------------- | ------------------------- | ------------------------------ | ------------------------------ |
| 6 december 1997 | Beaver Creek (USA)                | Hermann Maier (Österrike) | Stephan Eberharter (Österrike) | Hans Knauß (Österrike)         |
| 10 januari 1998 | Schladming (Österrike)            | Hermann Maier (Österrike) | Stephan Eberharter (Österrike) | Luca Cattaneo (Italien)        |
| 11 januari 1998 | Schladming (Österrike)            | Hermann Maier (Österrike) | Andreas Schifferer (Österrike) | Stephan Eberharter (Österrike) |
| 1 februari 1998 | Garmisch-Partenkirchen (Tyskland) | Hermann Maier (Österrike) | Hans Knauß (Österrike)         | Lasse Kjus (Norge)             |
| 8 mars 1998     | Kvitfjell (Norge)                 | Hans Knauß (Österrike)    | Patrik Järbyn (Österrike)      | Didier Cuche (Schweiz)         |

#### Storslalom
| Datum            | Ort                              | Etta                           | Tvåa                           | Trea                           |
| ---------------- | -------------------------------- | ------------------------------ | ------------------------------ | ------------------------------ |
| 26 oktober 1997  | Tignes (Frankrike)               | Michael von Grünigen (Schweiz) | Steve Locher (Schweiz)         | Hermann Maier (Österrike)      |
| 20 november 1997 | Park City (USA)                  | Hermann Maier (Österrike)      | Kjetil André Aamodt (Norge)    | Thomas Grandi (Kanada)         |
| 14 december 1997 | Val d’Isère (Frankrike)          | Michael von Grünigen (Schweiz) | Stephan Eberharter (Österrike) | Hans Knauß (Österrike)         |
| 21 december 1997 | Alta Badia (Italien)             | Christian Mayer (Österrike)    | Michael von Grünigen (Schweiz) | Hermann Maier (Österrike)      |
| 3 januari 1998   | Kranjska Gora (Slovenien)        | Christian Mayer (Österrike)    | Hermann Maier (Österrike)      | Michael von Grünigen (Schweiz) |
| 6 januari 1998   | Saalbach-Hinterglemm (Österrike) | Hermann Maier (Österrike)      | Alberto Tomba (Italien)        | Rainer Salzgeber (Österrike)   |
| 13 januari 1998  | Adelboden (Schweiz)              | Hermann Maier (Österrike)      | Michael von Grünigen (Schweiz) | Paul Accola (Schweiz)          |
| 28 februari 1998 | Yongpyong (Sydkorea)             | Michael von Grünigen (Schweiz) | Christian Mayer (Österrike)    | Hermann Maier (Österrike)      |
| 14 mars 1998     | Crans-Montana (Schweiz)          | Stephan Eberharter (Österrike) | Hans Knauß (Österrike)         | Hermann Maier (Österrike)      |

#### Slalom
| Datum            | Ort                       | Etta                             | Tvåa                          | Trea                             |
| ---------------- | ------------------------- | -------------------------------- | ----------------------------- | -------------------------------- |
| 22 november 1997 | Park City (USA)           | Thomas Stangassinger (Österrike) | Island (ISL)                  | Finn Christian Jagge (Norge)     |
| 15 december 1997 | Sestriere (Italien)       | Finn Christian Jagge (Norge)     | Thomas Sykora (Österrike)     | Hans Petter Buraas (Norge)       |
| 4 januari 1998   | Kranjska Gora (Slovenien) | Thomas Sykora (Österrike)        | Pierrick Bourgeat (Frankrike) | Thomas Stangassinger (Österrike) |
| 8 januari 1998   | Schladming (Österrike)    | Alberto Tomba (Italien)          | Thomas Sykora (Österrike)     | Hans Petter Buraas (Norge)       |
| 18 januari 1998  | Veysonnaz (Schweiz)       | Thomas Stangassinger (Österrike) | Island (ISL)                  | Kiminobu Kimura (Japan)          |
| 25 januari 1998  | Kitzbühel (Österrike)     | Thomas Stangassinger (Österrike) | Thomas Sykora (Österrike)     | Ole Kristian Furuseth (Norge)    |
| 26 januari 1998  | Kitzbühel (Österrike)     | Thomas Sykora (Österrike)        | Hans Petter Buraas (Norge)    | Thomas Stangassinger (Österrike) |
| 1 mars 1998      | Yongpyong (Sydkorea)      | Ole Kristian Furuseth (Norge)    | Finn Christian Jagge (Norge)  | Tom Stiansen (Norge)             |
| 15 mars 1998     | Crans-Montana (Schweiz)   | Alberto Tomba (Italien)          | Hans Petter Buraas (Norge)    | Finn Christian Jagge (Norge)     |

#### Parallelslalom
| Datum           | Ort                | Etta                     | Tvåa                        | Trea                      |
| --------------- | ------------------ | ------------------------ | --------------------------- | ------------------------- |
| 24 oktober 1997 | Tignes (Frankrike) | Josef Strobl (Österrike) | Kjetil André Aamodt (Norge) | Hermann Maier (Österrike) |

#### Alpin kombination
| Datum              | Ort                          | Etta                        | Tvåa                     | Trea                   |
| ------------------ | ---------------------------- | --------------------------- | ------------------------ | ---------------------- |
| 17-18 januari 1998 | Wengen / Veysonnaz (Schweiz) | Hermann Maier (Österrike)   | Bruno Kernen (Schweiz)   | Paul Accola (Schweiz)  |
| 24-25 januari 1998 | Kitzbühel (Österrike)        | Kjetil André Aamodt (Norge) | Werner Franz (Österrike) | Ed Podivinsky (Kanada) |

### Damer

#### Störtlopp
| Datum            | Ort                         | Etta                       | Tvåa                           | Trea                              |
| ---------------- | --------------------------- | -------------------------- | ------------------------------ | --------------------------------- |
| 4 december 1997  | Lake Louise (Kanada)        | Katja Seizinger (Tyskland) | Katharina Gutensohn (Tyskland) | Renate Götschl (Österrike)        |
| 5 december 1997  | Lake Louise (Kanada)        | Katja Seizinger (Tyskland) | Mélanie Suchet (Frankrike)     | Isolde Kostner (Italien)          |
| 17 december 1997 | Val d’Isère (Frankrike)     | Katja Seizinger (Tyskland) | Hilde Gerg (Tyskland)          | Ingeborg Helen Marken (Norge)     |
| 18 januari 1998  | Altenmarkt (Österrike)      | Renate Götschl (Österrike) | Katja Seizinger (Tyskland)     | Alexandra Meissnitzer (Österrike) |
| 22 januari 1998  | Cortina d’Ampezzo (Italien) | Isolde Kostner (Italien)   | Renate Götschl (Österrike)     | Florence Masnada (Frankrike)      |
| 31 januari 1998  | Åre (Sverige)               | Katja Seizinger (Tyskland) | Renate Götschl (Österrike)     | Florence Masnada (Frankrike)      |

#### Super-G
| Datum            | Ort                         | Etta                       | Tvåa                       | Trea                           |
| ---------------- | --------------------------- | -------------------------- | -------------------------- | ------------------------------ |
| 29 november 1997 | Mammoth Mountain (USA)      | Katja Seizinger (Tyskland) | Isolde Kostner (Italien)   | Katharina Gutensohn (Tyskland) |
| 6 december 1997  | Lake Louise (Kanada)        | Katja Seizinger (Tyskland) | Hilde Gerg (Tyskland)      | Isolde Kostner (Italien)       |
| 18 december 1997 | Val d’Isère (Frankrike)     | Katja Seizinger (Tyskland) | Renate Götschl (Österrike) | Hilde Gerg (Tyskland)          |
| 18 januari 1997  | Altenmarkt (Österrike)      | Martina Ertl (Tyskland)    | Heidi Zurbriggen (Schweiz) | Mélanie Suchet (Frankrike)     |
| 23 januari 1997  | Cortina d’Ampezzo (Italien) | Mélanie Suchet (Frankrike) | Regina Häusl (Tyskland)    | Karen Putzer (Italien)         |
| 24 januari 1997  | Cortina d’Ampezzo (Italien) | Katja Seizinger (Tyskland) | Renate Götschl (Österrike) | Isolde Kostner (Italien)       |

#### Storslalom
| Datum            | Ort                         | Etta                              | Tvåa                              | Trea                                 |
| ---------------- | --------------------------- | --------------------------------- | --------------------------------- | ------------------------------------ |
| 25 oktober 1997  | Tignes (Frankrike)          | Deborah Compagnoni (Italien)      | Martina Ertl (Tyskland)           | Martina Fortkord (Sverige)           |
| 21 november 1997 | Park City (USA)             | Deborah Compagnoni (Italien)      | Alexandra Meissnitzer (Österrike) | Andrine Flemmen (Norge)              |
| 19 december 1997 | Val d’Isère (Frankrike)     | Deborah Compagnoni (Italien)      | Alexandra Meissnitzer (Österrike) | Leila Piccard (Frankrike)            |
| 6 januari 1998   | Bormio (Italien)            | Deborah Compagnoni (Italien)      | Martina Ertl (Tyskland)           | Alexandra Meissnitzer (Österrike)    |
| 10 januari 1998  | Bormio (Italien)            | Martina Ertl (Tyskland)           | Katja Seizinger (Tyskland)        | Deborah Compagnoni (Italien)         |
| 25 januari 1998  | Cortina d’Ampezzo (Italien) | Martina Ertl (Tyskland)           | Katja Seizinger (Tyskland)        | Sophie Lefranc-Duvillard (Frankrike) |
| 28 januari 1998  | Åre (Sverige)               | Martina Ertl (Tyskland)           | Sonja Nef (Schweiz)               | Anna Ottosson (Sverige)              |
| 15 mars 1998     | Crans-Montana (Schweiz)     | Alexandra Meissnitzer (Österrike) | Martina Ertl (Tyskland)           | Deborah Compagnoni (Italien)         |

#### Slalom
| Datum            | Ort                              | Etta                       | Tvåa                         | Trea                          |
| ---------------- | -------------------------------- | -------------------------- | ---------------------------- | ----------------------------- |
| 23 november 1997 | Park City (USA)                  | Zali Steggall (Australien) | Ylva Nowén (Sverige)         | Claudia Riegler (Nya Zeeland) |
| 20 december 1997 | Val d’Isère (Frankrike)          | Ylva Nowén (Sverige)       | Deborah Compagnoni (Italien) | Urška Hrovat (Slovenien)      |
| 27 december 1997 | Lienz (Österrike)                | Ylva Nowén (Sverige)       | Deborah Compagnoni (Italien) | Urška Hrovat (Slovenien)      |
| 28 december 1997 | Lienz (Österrike)                | Ylva Nowén (Sverige)       | Kristina Koznick (USA)       | Deborah Compagnoni (Italien)  |
| 5 januari 1998   | Bormio (Italien)                 | Ylva Nowén (Sverige)       | Hilde Gerg (Tyskland)        | Špela Pretnar (Slovenien)     |
| 11 januari 1998  | Bormio (Italien)                 | Hilde Gerg (Tyskland)      | Kristina Koznick (USA)       | Špela Pretnar (Slovenien)     |
| 29 januari 1998  | Åre (Sverige)                    | Kristina Koznick (USA)     | Hilde Gerg (Tyskland)        | Sabine Egger (Österrike)      |
| 1 mars 1998      | Saalbach-Hinterglemm (Österrike) | Martina Ertl (Tyskland)    | Trine Bakke (Norge)          | Kristina Koznick (USA)        |
| 14 mars 1998     | Crans-Montana (Schweiz)          | Urška Hrovat (Slovenien)   | Martina Ertl (Tyskland)      | Hilde Gerg (Tyskland)         |

#### Parallelslalom
| Datum            | Ort                    | Etta                      | Tvåa                    | Trea                              |
| ---------------- | ---------------------- | ------------------------- | ----------------------- | --------------------------------- |
| 24 oktober 1997  | Tignes (Frankrike)     | Leila Piccard (Frankrike) | Ylva Nowén (Sverige)    | Alexandra Meissnitzer (Österrike) |
| 28 november 1997 | Mammoth Mountain (USA) | Hilde Gerg (Tyskland)     | Martina Ertl (Tyskland) | Alexandra Meissnitzer (Österrike) |

#### Alpin kombination
| Datum                | Ort                     | Etta                  | Tvåa                       | Trea                       |
| -------------------- | ----------------------- | --------------------- | -------------------------- | -------------------------- |
| 17, 20 december 1997 | Val d’Isère (Frankrike) | Hilde Gerg (Tyskland) | Katja Seizinger (Tyskland) | Martina Ertl (Tyskland)    |
| 29, 31 januari 1998  | Åre (Sverige)           | Hilde Gerg (Tyskland) | Martina Ertl (Tyskland)    | Katja Seizinger (Tyskland) |

## Världscupställningar

### Totala världscupen
| Placering | Namn                 | Land      | Poäng |
| --------- | -------------------- | --------- | ----- |
| 01        | Hermann Maier        | Österrike | 1685  |
| 02        | Andreas Schifferer   | Österrike | 1114  |
| 03        | Stephan Eberharter   | Österrike | 1030  |
| 04        | Kjetil André Aamodt  | Norge     | 0901  |
| 05        | Hans Knauß           | Österrike | 0888  |
| 06        | Michael von Grünigen | Schweiz   | 0746  |
| 07        | Josef Strobl         | Österrike | 0697  |
| 08        | Didier Cuche         | Schweiz   | 0627  |
| 09        | Christian Mayer      | Österrike | 0590  |
| 10        | Lasse Kjus           | Norge     | 0578  |
| 11        | Kristian Ghedina     | Italien   | 0544  |
| 12        | Thomas Stangassinger | Österrike | 0539  |
| 13        | Thomas Sykora        | Österrike | 0521  |
| 14        | Alberto Tomba        | Italien   | 0506  |
| 15        | Werner Franz         | Österrike | 0504  |
| 16        | Nicolas Burtin       | Frankrike | 0485  |
| 17        | Paul Accola          | Schweiz   | 0471  |
| 18        | Jean-Luc Crétier     | Frankrike | 0448  |
| 19        | Hans Petter Buraas   | Norge     | 0443  |
| 20        | Hannes Trinkl        | Österrike | 0372  |

| Placering | Namn                  | Land      | Poäng |
| --------- | --------------------- | --------- | ----- |
| 01        | Katja Seizinger       | Tyskland  | 1655  |
| 02        | Martina Ertl          | Tyskland  | 1508  |
| 03        | Hilde Gerg            | Tyskland  | 1391  |
| 04        | Deborah Compagnoni    | Italien   | 0912  |
| 05        | Alexandra Meissnitzer | Österrike | 0884  |
| 06        | Ylva Nowén            | Sverige   | 0815  |
| 07        | Renate Götschl        | Österrike | 0787  |
| 08        | Isolde Kostner        | Italien   | 0695  |
| 09        | Urška Hrovat          | Slovenien | 0592  |
| 10        | Heidi Zurbriggen      | Schweiz   | 0561  |
| 11        | Kristina Koznick      | USA       | 0560  |
| 12        | Stefanie Schuster     | Österrike | 0500  |
| 13        | Leila Piccard         | Frankrike | 0465  |
| 13        | Mélanie Suchet        | Frankrike | 0465  |
| 15        | Florence Masnada      | Frankrike | 0448  |
| 16        | Sonja Nef             | Schweiz   | 0443  |
| 17        | Andrine Flemmen       | Norge     | 0390  |
| 18        | Karin Roten           | Schweiz   | 0375  |
| 19        | Špela Pretnar         | Slovenien | 0322  |
| 20        | Sabine Egger          | Österrike | 0317  |

### Störtlopp
| Placering | Namn                | Land      | Poäng |
| --------- | ------------------- | --------- | ----- |
| 01        | Andreas Schifferer  | Österrike | 655   |
| 02        | Hermann Maier       | Österrike | 479   |
| 03        | Nicolas Burtin      | Frankrike | 469   |
| 04        | Didier Cuche        | Schweiz   | 424   |
| 05        | Jean-Luc Crétier    | Frankrike | 414   |
| 06        | Kristian Ghedina    | Italien   | 412   |
| 07        | Stephan Eberharter  | Österrike | 377   |
| 08        | Hannes Trinkl       | Österrike | 321   |
| 09        | Josef Strobl        | Österrike | 306   |
| 10        | Werner Franz        | Österrike | 288   |
| 11        | Lasse Kjus          | Norge     | 275   |
| 12        | Kjetil André Aamodt | Norge     | 255   |
| 13        | Fritz Strobl        | Österrike | 253   |
| 14        | Werner Perathoner   | Italien   | 252   |
| 15        | Hans Knauß          | Österrike | 242   |
| 16        | Roland Assinger     | Österrike | 175   |
| 17        | Peter Runggaldier   | Italien   | 169   |
| 18        | Bruno Kernen        | Schweiz   | 165   |
| 19        | Christian Greber    | Österrike | 154   |
| 20        | Brian Stemmle       | Kanada    | 147   |

| Placering | Namn                  | Land      | Poäng |
| --------- | --------------------- | --------- | ----- |
| 01        | Katja Seizinger       | Tyskland  | 520   |
| 02        | Renate Götschl        | Österrike | 392   |
| 03        | Isolde Kostner        | Italien   | 292   |
| 04        | Mélanie Suchet        | Frankrike | 237   |
| 05        | Hilde Gerg            | Tyskland  | 224   |
| 06        | Florence Masnada      | Frankrike | 216   |
| 07        | Heidi Zurbriggen      | Schweiz   | 185   |
| 08        | Alexandra Meissnitzer | Österrike | 168   |
| 09        | Régine Cavagnoud      | Frankrike | 167   |
| 10        | Brigitte Obermoser    | Österrike | 150   |
| 11        | Carole Montillet      | Frankrike | 139   |
| 12        | Bibiana Perez         | Italien   | 136   |
| 13        | Ingeborg Helen Marken | Norge     | 135   |
| 14        | Katharina Gutensohn   | Tyskland  | 130   |
| 15        | Stefanie Schuster     | Österrike | 123   |
| 16        | Michaela Dorfmeister  | Österrike | 112   |
| 17        | Picabo Street         | USA       | 102   |
| 18        | Alessandra Merlin     | Italien   | 089   |
| 19        | Regina Häusl          | Tyskland  | 081   |
| 20        | Laetitia Dalloz       | Frankrike | 074   |

### Super-G
| Placering | Namn               | Land      | Poäng |
| --------- | ------------------ | --------- | ----- |
| 01        | Hermann Maier      | Österrike | 400   |
| 02        | Hans Knauß         | Österrike | 256   |
| 03        | Stephan Eberharter | Österrike | 220   |
| 04        | Patrik Järbyn      | Sverige   | 195   |
| 05        | Andreas Schifferer | Österrike | 185   |
| 06        | Didier Cuche       | Schweiz   | 163   |
| 07        | Josef Strobl       | Österrike | 150   |
| 08        | Luca Cattaneo      | Italien   | 148   |
| 09        | Peter Runggaldier  | Italien   | 131   |
| 10        | Paul Accola        | Schweiz   | 114   |
| 10        | Kristian Ghedina   | Italien   | 114   |
| 12        | Fredrik Nyberg     | Sverige   | 113   |
| 12        | Daron Rahlves      | USA       | 113   |
| 14        | Günther Mader      | Österrike | 108   |
| 15        | Werner Perathoner  | Italien   | 107   |
| 16        | Lasse Kjus         | Norge     | 096   |
| 17        | Werner Franz       | Österrike | 084   |
| 18        | Alessandro Fattori | Italien   | 081   |
| 19        | Steve Locher       | Schweiz   | 079   |
| 20        | Rainer Salzgeber   | Österrike | 069   |

| Placering | Namn                  | Land      | Poäng |
| --------- | --------------------- | --------- | ----- |
| 01        | Katja Seizinger       | Tyskland  | 445   |
| 02        | Renate Götschl        | Österrike | 305   |
| 03        | Isolde Kostner        | Italien   | 266   |
| 04        | Martina Ertl          | Tyskland  | 259   |
| 05        | Mélanie Suchet        | Frankrike | 228   |
| 06        | Regina Häusl          | Tyskland  | 204   |
| 07        | Hilde Gerg            | Tyskland  | 197   |
| 08        | Heidi Zurbriggen      | Schweiz   | 196   |
| 09        | Katharina Gutensohn   | Tyskland  | 152   |
| 10        | Karen Putzer          | Italien   | 142   |
| 11        | Alexandra Meissnitzer | Österrike | 140   |
| 12        | Corinne Rey-Bellet    | Schweiz   | 127   |
| 13        | Warwara Selenskaja    | Ryssland  | 111   |
| 14        | Bibiana Perez         | Italien   | 110   |
| 15        | Stefanie Schuster     | Österrike | 108   |
| 16        | Michaela Dorfmeister  | Österrike | 102   |
| 16        | Carole Montillet      | Frankrike | 102   |
| 18        | Laetitia Dalloz       | Frankrike | 083   |
| 19        | Mojca Suhadolc        | Slovenien | 079   |
| 20        | Florence Masnada      | Frankrike | 073   |

### Storslalom
| Placering | Namn                 | Land          | Poäng |
| --------- | -------------------- | ------------- | ----- |
| 01        | Hermann Maier        | Österrike     | 620   |
| 02        | Michael von Grünigen | Schweiz       | 560   |
| 03        | Christian Mayer      | Österrike     | 429   |
| 04        | Stephan Eberharter   | Österrike     | 388   |
| 05        | Hans Knauß           | Österrike     | 375   |
| 06        | Urs Kälin            | Schweiz       | 277   |
| 07        | Steve Locher         | Schweiz       | 246   |
| 08        | Rainer Salzgeber     | Österrike     | 229   |
| 09        | Kjetil André Aamodt  | Norge         | 226   |
| 10        | Marco Büchel         | Liechtenstein | 220   |
| 11        | Andreas Schifferer   | Österrike     | 216   |
| 12        | Paul Accola          | Schweiz       | 214   |
| 13        | Alberto Tomba        | Italien       | 171   |
| 14        | Heinz Schilchegger   | Österrike     | 162   |
| 15        | Thomas Grandi        | Kanada        | 161   |
| 16        | Josef Strobl         | Österrike     | 141   |
| 17        | Ian Piccard          | Frankrike     | 136   |
| 18        | Patrick Holzer       | Italien       | 134   |
| 19        | Joël Chenal          | Frankrike     | 112   |
| 19        | Jure Košir           | Slovenien     | 112   |

| Placering | Namn                     | Land          | Poäng |
| --------- | ------------------------ | ------------- | ----- |
| 01        | Martina Ertl             | Tyskland      | 591   |
| 02        | Deborah Compagnoni       | Italien       | 565   |
| 03        | Alexandra Meissnitzer    | Österrike     | 445   |
| 04        | Sonja Nef                | Schweiz       | 359   |
| 05        | Andrine Flemmen          | Norge         | 296   |
| 06        | Katja Seizinger          | Tyskland      | 295   |
| 07        | Sophie Lefranc-Duvillard | Frankrike     | 252   |
| 08        | Leila Piccard            | Frankrike     | 224   |
| 09        | Hilde Gerg               | Tyskland      | 209   |
| 09        | Anna Ottosson            | Sverige       | 209   |
| 11        | Stefanie Schuster        | Österrike     | 150   |
| 12        | Heidi Zurbriggen         | Schweiz       | 149   |
| 13        | Ana Galindo Santolaria   | Spanien       | 144   |
| 14        | Karin Roten              | Schweiz       | 140   |
| 15        | Anita Wachter            | Österrike     | 132   |
| 16        | Birgit Heeb              | Liechtenstein | 124   |
| 16        | Urška Hrovat             | Slovenien     | 124   |
| 18        | Špela Pretnar            | Slovenien     | 113   |
| 19        | Martina Fortkord         | Sverige       | 098   |
| 19        | Karen Putzer             | Italien       | 098   |

### Slalom
| Placering | Namn                  | Land      | Poäng |
| --------- | --------------------- | --------- | ----- |
| 01        | Thomas Sykora         | Österrike | 521   |
| 02        | Thomas Stangassinger  | Österrike | 517   |
| 03        | Hans Petter Buraas    | Norge     | 420   |
| 04        | Finn Christian Jagge  | Norge     | 345   |
| 05        | Kiminobu Kimura       | Japan     | 316   |
| 06        | Ole Kristian Furuseth | Norge     | 296   |
| 07        | Alberto Tomba         | Italien   | 290   |
| 08        | Jure Košir            | Slovenien | 257   |
| 09        | Pierrick Bourgeat     | Frankrike | 189   |
| 10        | Tom Stiansen          | Norge     | 185   |
| 11        | Andrej Miklavc        | Slovenien | 184   |
| 12        | Joël Chenal           | Frankrike | 178   |
| 13        | Kjetil André Aamodt   | Norge     | 177   |
| 14        | Fabrizio Tescari      | Italien   | 175   |
| 15        | Kristinn Björnsson    | Island    | 160   |
| 16        | Michael von Grünigen  | Schweiz   | 157   |
| 17        | Martin Hansson        | Sverige   | 150   |
| 18        | Sébastien Amiez       | Frankrike | 144   |
| 19        | Alois Vogl            | Tyskland  | 134   |
| 20        | Lasse Kjus            | Norge     | 127   |

| Placering | Namn                 | Land        | Poäng |
| --------- | -------------------- | ----------- | ----- |
| 01        | Ylva Nowén           | Sverige     | 620   |
| 02        | Kristina Koznick     | USA         | 560   |
| 03        | Hilde Gerg           | Tyskland    | 451   |
| 04        | Urška Hrovat         | Slovenien   | 423   |
| 05        | Martina Ertl         | Tyskland    | 320   |
| 06        | Deborah Compagnoni   | Italien     | 304   |
| 07        | Trine Bakke Rognmo   | Norge       | 281   |
| 08        | Sabine Egger         | Österrike   | 257   |
| 09        | Zali Steggall        | Australien  | 244   |
| 10        | Špela Pretnar        | Slovenien   | 209   |
| 11        | Karin Roten          | Schweiz     | 203   |
| 12        | Katja Seizinger      | Tyskland    | 193   |
| 13        | Laure Pequegnot      | Frankrike   | 173   |
| 14        | Martina Accola       | Schweiz     | 171   |
| 15        | Lara Magoni          | Italien     | 153   |
| 16        | Alenka Dovžan        | Slovenien   | 136   |
| 16        | Claudia Riegler      | Nya Zeeland | 136   |
| 18        | Elisabetta Biavaschi | Italien     | 132   |
| 19        | Morena Gallizio      | Italien     | 127   |
| 20        | Ingrid Salvenmoser   | Österrike   | 125   |

### Kombination
| Placering | Namn                | Land      | Poäng |
| --------- | ------------------- | --------- | ----- |
| 01        | Werner Franz        | Österrike | 120   |
| 02        | Kjetil André Aamodt | Norge     | 100   |
| 02        | Hermann Maier       | Österrike | 100   |
| 04        | Bruno Kernen        | Schweiz   | 080   |
| 05        | Paul Accola         | Schweiz   | 060   |
| 05        | Ed Podivinsky       | Kanada    | 060   |
| 07        | Matthew Grosjean    | USA       | 050   |
| 07        | Fritz Strobl        | Österrike | 050   |
| 09        | Stephan Eberharter  | Österrike | 045   |
| 09        | Fredrik Nyberg      | Sverige   | 045   |

| Placering | Namn                  | Land      | Poäng |
| --------- | --------------------- | --------- | ----- |
| 01        | Hilde Gerg            | Tyskland  | 200   |
| 02        | Martina Ertl          | Tyskland  | 140   |
| 02        | Katja Seizinger       | Tyskland  | 140   |
| 04        | Morena Gallizio       | Italien   | 077   |
| 05        | Florence Masnada      | Frankrike | 076   |
| 06        | Stefanie Schuster     | Österrike | 061   |
| 07        | Ingeborg Helen Marken | Norge     | 060   |
| 07        | Stefanie Wolf         | Österrike | 060   |
| 09        | Catherine Borghi      | Schweiz   | 058   |
| 10        | Miriam Vogt           | Tyskland  | 055   |